# Enric Galwey i Garcia
Enric Galwey i Garcia   (Barcelona, 17 d'abril de 1864 - Barcelona, 10 de febrer de 1931) fou un pintor català, deixeble de Joaquim Vayreda i membre de la segona generació de l'Escola paisatgística d'Olot. Fou fundador juntament amb Modest Urgell i Lluís Graner, de la Societat Artística i Literària de Catalunya i cal destacar el seu valor com a cronista de l'època en el llibre El que he vist a can Parés en els derrers quaranta anys.

## Biografia
Va néixer al carrer de la Unió, 9 de Barcelona, fill del comerciant Ricard Galwey i Rouch, d'ascendència irlandesa (el seu pare James, també comerciant, era de Dublín i soci de Killikelly, Galwey i Cia) i d'Antònia Garcia i Ballester, de Tarragona.
Estudià a l'Escola de la Llotja i en acabar l'any 1885, marxà a Olot per perfeccionar la seva tècnica al costat de paisatgistes de renom com Joaquim Vayreda, qui va influir en els seus primers treballs i en els de tota una generació de pintors, com Joan Pinós entre d'altres. Abans però, Galwey ja havia exposat per primera vegada l'any 1885 al Centre d'Aquarel·listes de Barcelona. En arribar-hi, trobà un Vayreda desencantat que ja no pintava tan sovint i que gairebé es dedica exclusivament a la seva empresa d'imatgeria religiosa, tot i això junts sortiran a pintar al plein air paisatges olotins i molts cops pintaran els mateixos temes. Per Galwey sempre serà una referència molt important a la seva obra. De la seva estança olotina deixa frases com la següent:
| «              | I quina impressió em va fer l'endemà de bon matí tots aquells bassals de la Moixina, verge completament de reformes! Batet, el Corp, la Fageda, Santa Magdalena, Cuní, Les Feixes, els Firalms Verntallat, ara tot era tallat, eren boscúries impenetrables, un veritable paradís. […] Allò era tan formós. Tota la comarca d'Olot era emboscada amb arbres centenaris i els dintres dels boscos semblaven interiors de catedrals: tant era el silenci majestuós i el benestar que s'hi trobava | » |
| — Enric Galwey | |   |

El 1889 viatjà a París, estada obligada per qualsevol artista de l'època. Galwey havia pintat a Olot paisatges molt bons però una mica estàtics. Amb l'estada a París el seu estil variarà en veure les obres de Théodore Rousseau, Camille Corot, Millet i els altres mestres de l'Escola de Barbizon. Tal com esmenta Opisso al seu llibre: «no tot consistia a pintar la frescor del camp i del verd sinó també era molt important la llum i el color». Vayreda hi faria estada coincidint amb la primera exposició impressionista, Galwey altrament ja veuria aquesta corrent molt més extensa i influenciarà positivament als seus paisatges, fent la seva pintura més lliure. Tots aquests canvis es varen veure ja en obres com Després de la tempesta(1896), Declinant el dia, Bosc de roures, o Crepuscle.
Quan tornà de París (1890), exposà algunes obres a la Sala Parés i altres al Cercle Artístic de Sant Lluc, molt comentades per les novetats que aportaven a la pintura paisatgística del moment. Tenia el taller al carrer de Sant Pau, 77 de Barcelona (vegeu casa-fàbrica Keittinger), encara que sempre faria viatges a Olot fins a la mort del seu mestre. Al voltant dels anys 1920 faria estades a Valldemossa i Eivissa, on retornaria repetidament fins a la seva mort.
Vinculat a la vida artística i cultural catalana, va fundar la Societat Artística i Literària de Catalunya junt amb Modest Urgell i Lluís Graner. Consistia en un grup d'artistes, escriptors i col·leccionistes que pertanyien a classes socials burgeses que no estaven a favor de les noves tendències modernistes i lluitaven per un art català més conservador. Des de l'any 1900 es feia una exposició anual a la seva seu, la Sala Parés, fins al 1926 que es va dissoldre. També fou soci del Cercle Artístic de Sant Lluc i va col·laborar amb la Junta de Museus donant el seu quadre Després de la tempesta en agraïment per l'interès mostrat per diversos membres de la junta a adquirir l'obra per al llavors Museu d'Art Modern de Barcelona, on s'exposà al costat d'obres de Joaquim Mir.

## Obra
Pintor paisatgista i considerat bon dibuixant, pertany a la segona Escola d'Olot encara que els seus treballs mostren certa influència de l'Escola de Barbizon. Va realitzar sovint obres de temàtica fosca i va donar importància a les ombres, però amb una certa influència de l'impressionisme. La seva obra és destacada per ser un dels majors paisatgistes catalans. Cal destacar el moment que va viure, ja que fou molt important per l'art català de finals del segle xix principis del xx, tant per la gran producció del moment com pel pas del romanticisme al nou art.
La seva pintura era al començament dura i trista en tonalitats amb molta melangia, on percebia que ja havia arribat al domini de la seva tècnica des de molt jove. Més tard, deixaria aquelles maneres artificioses i amanerades i a mesura que anava reunint experiència començà a fer una pintura més fresca i de colors més vigorosos i assolellats; d'aquest moment són les seves millors obres, ja que tot la natura en penombra i la minuciositat desapareixen per complet i captarà més la lluminositat. Una característica principal seva és l'abundància d'arbres i natura tota en grans masses, els tons verds passen, de foscos a clars, humits i tendres. Les obres posteriors són plenes d'apassionament i amb això també hi ha un canvi de personalitat que va provocar que la seva pintura tingues més vida i moviment en el paisatge, on deixarà l'estaticisme del vuit-cents de costat.
Posseeix una tècnica suau i delicada que molts denominen esteticisme elegant (o aristocràtic) i pel que fa a la llum s'allunya una mica de contemporanis seus com Joaquim Mir o Meifrèn- que perseguien un estil més luminista- ell no vol captar grans moments de sol sinó que prefereix rebaixar una mica la força i utilitzar colors més daurats, violacis i fins i tot grisos, tot el que una posta de sol li permet trobar. Tot i això aconsegueix resultats molt bells, els colors es barregen els uns amb els altres no hi ha cap que destaqui per sobre.
Galwey fou un gran pintor de celatges potser d'influència anglesa, la seva pinzellada és molt pastosa i corpòria, no té detalls petits sinó que pinta en general tot molt insinuat, vindria a ser un impressionisme tímid.
Segons un article publicat al Butlletí dels Museus d'Art, de forma orientativa es pot dir que Galwey va passar per sis etapes pintoriques:
1. Aprenentatge amb Joaquim Vayreda
2. Influència de Ramon Casas i Santiago Rusiñol;Influència dels grisos acabats d'arribar.
3. Academicisme anglès; primera etapa de tons profunds i vellutats.
4. Època del dramatisme; cels amb amples cúmuls i amb moviment tempestuós del vent damunt de la natura.
5. Època mallorquina; la seva paleta es deslliure de l'opacitat tant propi de la pintura mallorquina, sense caure en el colorisme químicament pur.
6. Retorn a l'academicisme; sense deixar de banda la part més lírica i colorista, té reminiscència de les pintures impressionistes del moment.

### Obres destacades
La seva obra no ha estat tota catalogada. No obstant, es poden destacar algunes obres que exposa durant la seva trajectòria artística:
- Després de la tempesta (1896)
- Estudi de la pedrera de Montjuïc (1897)
- Preludi de la nit (1897)
- Las Avanzadas (1906)
- Paisatge Primavera (ca. 1907)
- Paisatge Cel de tempesta (ca. 1907)
- Anochecer en el pinar (1915)
- Muntanya de Batet
- Paisatges (donació de Rafael Carreras Patxot al MNAC, 2007)[14]

## Galeria d'imatges

Paisatge amb figura
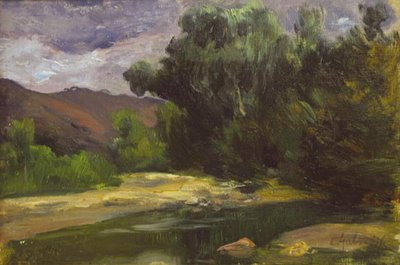
Paisatge
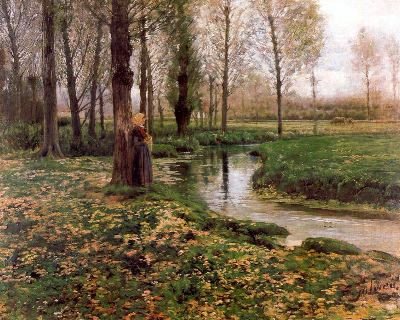
La Moixina
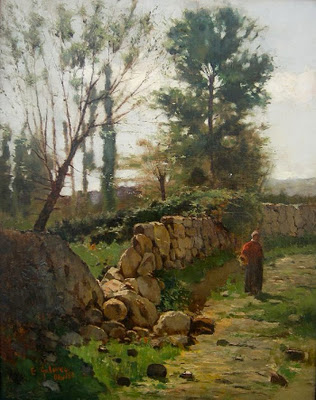
Paisatge d'Olot
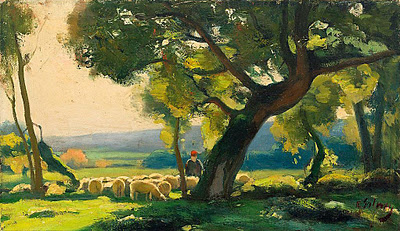
Paisatge amb ramat
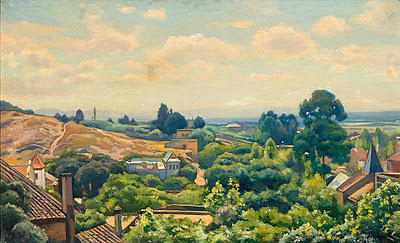
Paisatge de la Garriga
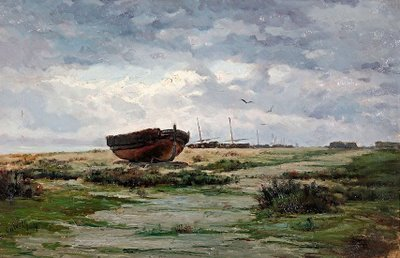
Barques a la platja
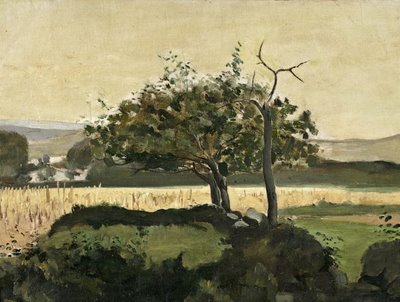
Paisatge amb arbre al centre
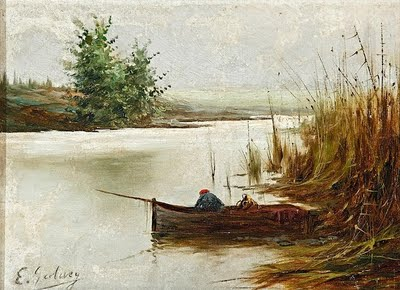
Paisatge Lacustre

Es pot veure obra seva a diversos museus de Catalunya, com la Biblioteca Museu Víctor Balaguer, el Museu d'Història de la Ciutat de Girona, el Museu de les Cultures del Vi de Catalunya, el Museu de l'Empordà i el Museu de Montserrat, entre d'altres.

## Faceta d'escriptor
Durant trenta anys, Galwey freqüentà la sala Parés quotidianament sempre que es trobava a Barcelona i deixaria escrites unes memòries explicant el que hià passava. Aquest record de Galwey seria apreciat pels aficionats a l'art i la seva història i per la gent interessada per la història de Barcelona. En les memòries explica com mentre ell estudiava a Llotja el 1883, el senyor Joan B. Parés organitzava exposicions de pintura i escultura a l'única sala que hi havia, la Sala Petita. S'hi exposaven obres de Vayreda, Martí Alsina, Armet, Enric Serra, Masriera, etc. S'hi feien exposicions de gran èxit i es varen vendre molts quadres a més de crear molts aficionats a l'art.
Més tard, el senyor Parés, tal com ho explica Galwey, cregué convenient demanar-li a l'arquitecte Vilaseca que fes una sala gran, i va tenir molt d'èxit la primera exposició que s'hi va celebrar, a la qual varen participar molts artistes contemporanis. Per a ell, la sala i la botiga eren un entreteniment, ja que pertanyia a una posició acomodada, i no va treure-li el partit que podia haver aconseguit en el moment, ja que segons pensava Galwey, aquella sala no tenia cap competència i tenia diners sobrants per poder fer-ho: Aquell home tan fred, glaçat, va ésser sempre la nostra desesperació; era el pessimisme que caminava, no tenia cap il·lusió ni solució, ni cap entusiasme en res»
També parlava de diferents artistes com Enric Serra, Modest Urgell, Joan Brull, etc., a més d'explicar com era la Penya de Can Parés, on es reunien pintors, escultors, crítics, literats, actors, metges, comerciants, advocats, i de 1902 a 1914 r varen discutir de tot allò discutible, s'hi va riure molt, s'hi van deslligar les passions naturals entre artistes, triomfs, enveges, critiques i xafarderies. Eren mal vistos en altres llocs i els anomenaven la penya del safareig i li sorprèn que el grup dures tant de temps i no es dissolgués abans.
A la part final de les memòries parla de la seva estada a Olot i tot lo que hi aprengué des de Joaquim Vayreda i el seu germà Marian, autor dels records de la darrera carlinada. Explica anècdotes de la societat del moment, dels problemes anticlericals on parla de Joan Déu, de l'escàndol en la primera exposició d'Isidre Nonell a la Sala Pompier, del pintor i empresari Lluís Graner, de la fi de Modest Urgell.

### Publicacions
- 1934 - El que he vist a can Parés en els darrers quaranta anys: memòries d'Enric Galwey, anecdotari artístic dels anys 1930.[15]

## Premis i exposicions
Galwey assistí per primera vegada a l'Exposició Nacional de Madrid l'any 1895, malgrat no fou fins al 1897 (Preludio de la noche) quan va guanyar la segona medalla, i l'any 1906 torna a guanyar una medalla de segona categoria.
Altra exposició important fou l'any 1897 a la Sala Parés, un primer tast del que després seria la Societat artística i literària de Catalunya. Fou una exposició col·lectiva muntada de forma original, ja que es va organitzar un concert i durant els intermedis es subhastaren els quadres amb gran èxit de venda.
L'any 1915 fou guardonat a Madrid gràcies a l'obra Anochecer en el pinar, amb una medalla de primer ordre. A l'Exposició de 1922 va ocupar tota una sala d'honor amb 58 teles, i en última instància varen rendir homenatge al gran paisatgista amb una gran exposició l'any de la seva mort. Durant la seva vida va exposar a diverses ciutats europees, com Berlín, Düsseldorf, Londres i Venècia, i diverses vegades a Barcelona.
Va efectuar moltes exposicions en solitari a partir de 1917 fins a la seva mort el 1931, quan li feren diverses exposicions d'homenatge. Entre els diversos llocs on va exposar de Barcelona hi ha les Galeries Dalmau, Galeries Laietanes, Saló d'Exposicions Areñas i La Pinacoteca.